# Andrej Dimitrov
Andrej Dimitrov Stojnov (* 12. prosince 1957) je bývalý bulharský zápasník – klasik.

## Sportovní kariéra
Připravoval se v Sofii v klubu OSK Slavija. Specializoval se na řecko-římský (klasický) styl. V bulharské mužské reprezentaci se pohyboval od konce sedmdesátých let dvacátého století ve váze do 100 kg. Od roku 1981 nahradil na pozici reprezentační jedničky olympijského vítěze Georgi Rajkova. V roce 1984 přišel kvůli mezinárodní politice, jako jeden z mnoha sportovců z východního bloku, o možnost bojovat o zlatou olympijskou medaili na olympijských hrách v Los Angeles. Kvůli vleklým zraněním formu do dalších olympijských her neudržel. Při bulharské olympijské nominaci na olympijské hry v Soulu v roce 1988 dostal přednost Ilija Vasilev.

## Výsledky
| Turnaj             | 1979 | 1980 | 1981 | 1982 | 1983 | 1984 | 1985 | 1986 | 1987 | 1988 |
| Turnaj             | 22   | 23   | 24   | 25   | 26   | 27   | 28   | 29   | 30   | 31   |
| Turnaj             | -100 | -100 | -100 | -100 | -100 | -100 | -100 | -100 | -100 | -100 |
| ------------------ | ---- | ---- | ---- | ---- | ---- | ---- | ---- | ---- | ---- | ---- |
| Olympijské hry     |      | —    |      |      |      | —    |      |      |      | —    |
| Mistrovství světa  | —    |      | 5.   | 3.   | 1.   |      | 1.   | —    | —    |      |
| Mistrovství Evropy | 6.   | —    | 2.   | 1.   | 1.   | 5.   | —    | úč.  | —    | 4.   |